# Greben Pelcev
Greben Pelcev je gorski greben, ki se razteza med Pelcem za Rušo (2133 m) in Pelcem nad Klonicami (2442 m).
Dviga se nad dolinami Bale (1181 m), Loške Koritnice (780 m) in Zadnje Trente (900 m). Vrhovi v grebenu so Veliki Pelc (2388 m), Srednji Pelc (2338 m), Zadnji Pelc (2315 m) Pelc za Rušo ter najvišji Pelc nad Klonicami. Na navedene gore ne pelje označena planinska pot, zato spadajo pod alpinistične cilje. Najtežje dostopen vrh v grebenu je Kloniški Pelc.